# زاغی‌های زنگوله‌ای
زاغی‌های زنگوله‌ای (نام علمی: Cracticidae) نام یک تیره از راسته گنجشک‌سانان است.

## سرده‌ها و گونه‌ها
- - سرده نوک‌سپری
    - نوک‌سپری کوهستان،  Peltops montanus
    - نوک‌سپری دشت،  Peltops blainvillii

  - سرده مرغ قصاب
    - زاغی استرالیایی،  Cracticus tibicen
    - مرغ قصاب سیاه،  Cracticus quoyi
    - مرغ قصاب کلاه‌دار،  Cracticus cassicus
    - مرغ قصاب تاگولا،  Cracticus louisiadensis
    - مرغ قصاب ابلق،  Cracticus nigrogularis
    - مرغ قصاب پشت‌سیاه،  Cracticus mentalis
    - مرغ قصاب خاکستری،  Cracticus torquatus

  - سرده کاراوونگ
    - کاراوونگ ابلق،  Strepera graculina
    - کاراوونگ سیاه،  Strepera fuliginosa
    - کاراوونگ خاکستری،  Strepera versicolor